# Île Atere
L’île Atere est un îlot de Nouvelle-Calédonie appartenant administrativement à Île des Pins.